# آزیم سیرما
آزیم سیرما (به لاتین: Azim Sirma) یک منطقهٔ مسکونی در روسیه است که در چوواشستان واقع شده‌است. آزیم سیرما ۴۲۹ نفر جمعیت دارد.